# Odate
Odate (大館市; -shi) é uma cidade japonesa localizada na província de Akita, na região de Tohoku.
Em 2003 a cidade tinha uma população estimada em 65.090 habitantes e uma densidade populacional de 162,10 h/km². Tem uma área total de 401,54 km².
Recebeu o estatuto de cidade a 1 de Abril de 1951.Ela também foi o berço do fiel cachorro Hachiko